# Suspensionspolymerisation

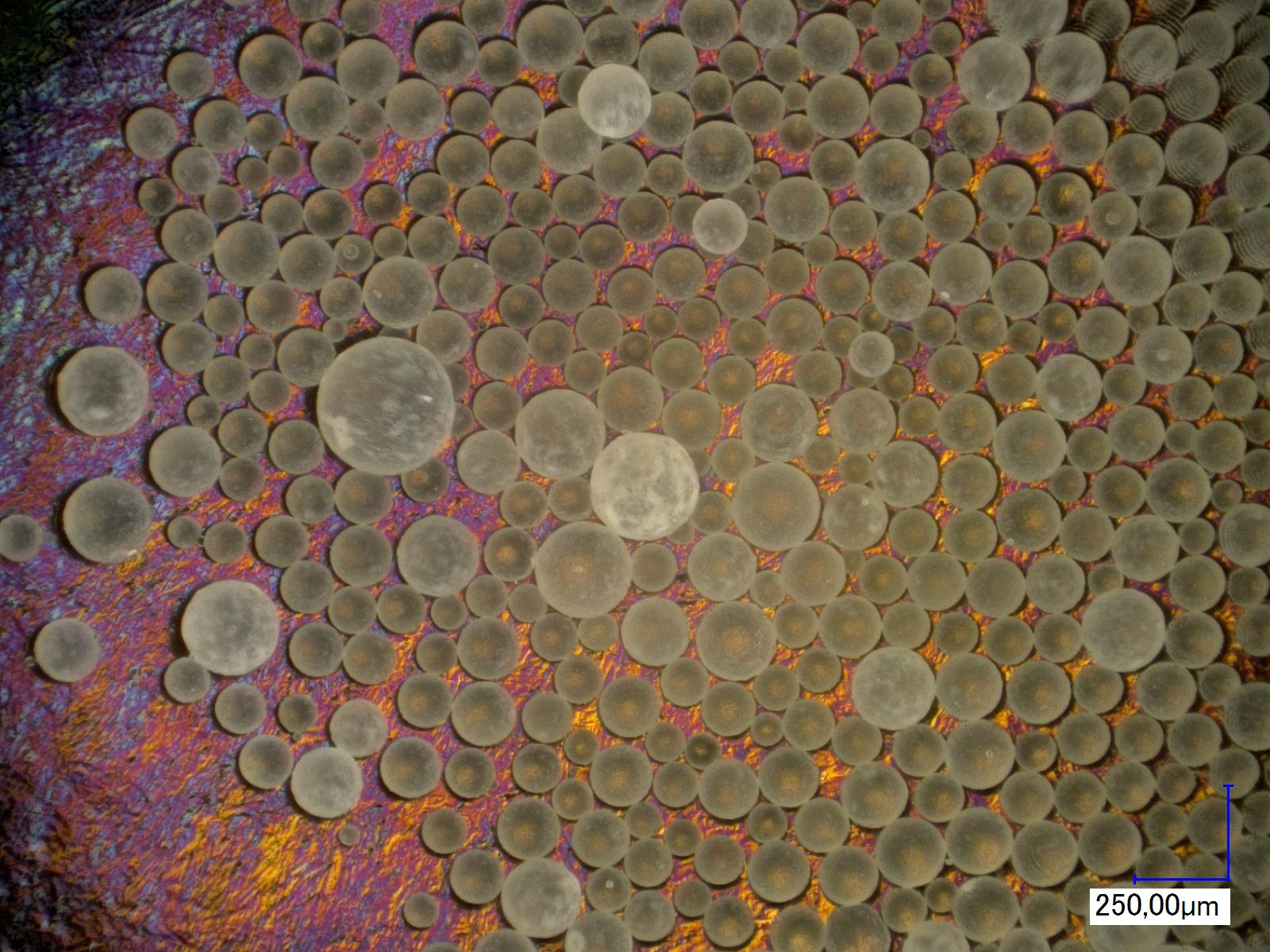
Lichtmikroskopische Aufnahme eines Polymethylmethacrylat-Perlpolymers

Suspensionspolymerisation ist ein Verfahren der Polymerisation, bei der ein in Wasser unlösliches Monomer in Wasser dispergiert wird. Es wird ein Initiator verwendet, der bevorzugt im Monomer löslich ist. Die Reaktion findet dann in den Monomertröpfchen statt und es bildet sich eine Suspension des Polymers. Als Produkt erhält man meist „Perlen“, daher ist auch das Wort Perlpolymerisation in Gebrauch.
Zumeist handelt es sich um eine radikalische Polymerisation, aus der Polymerpartikel mit einer verhältnismäßig breiten Teilchengrößeverteilung hervorgehen.

## IUPAC-Definition
Die IUPAC definiert die Suspensionspolymerisation als Polymerisation, bei der ein Polymer innerhalb von Monomertröpfchen oder Monomer-Lösungsmittel-Tröpfchen gebildet wird, wobei sich diese in einer kontinuierlichen Phase befinden, die ein Nichtlösungsmittel sowohl für das Monomer, als auch für das resultierende Polymer darstellt. In der Suspensionspolymerisation befindet sich der Initiator hauptsächlich in der Monomerphase. Die Monomer oder Monomer-Lösungsmitteltröpfchen haben bei einer Suspensionspolymerisation in der Regel einen Durchmesser von über 10 µm.

## Prinzip

REM-Aufnahme von teilweise koaleszierten PMMA-Partikeln aus einer Suspensionspolymerisation

REM-Aufnahme eines PMMA-Partikels, das während der Suspensionspolymerisation ein kleineres Monomertröpfchen beinahe vollständig absorbiert hat

Zunächst wird das Monomer in Wasser, oder einer anderen flüssigen Phase, dispergiert, die sowohl für das Monomer, als auch das resultierende Polymer ein Nichtlösemittel darstellt. Prinzipiell handelt es sich zu diesem Zeitpunkt um eine Emulsion, die später in eine Suspension übergeht. Weiterhin werden Initiator (meist bereits im Monomer vorgelöst) und Schutzkolloide hinzugefügt. Letztere sollen verhindern, dass die entstehenden Monomertropfen zusammenfließen und sich die Emulsion auftrennt. Zum Einsatz kommen hierfür beispielsweise Polyvinylalkohol, Methylcellulose, Gelatine, Polyacrylsäure, Tricalciumphosphat. Bei einem Versagen des Schutzkolloids kann es zum Scheitern der gesamten Reaktion mit gefährlichem Ausgang auf Grund des kompletten Verhärtens des Reaktors unter auftreten des Trommsdorff-Effektes oder zu teilweise verschmolzenen Polymerpartikeln kommen, die dann über unerwünschte Eigenschaften verfügen.
Daraufhin wird die Temperatur auf das Reaktionsniveau gebracht, bei der der Initiator die Polymerisation auslöst. Abschließend werden die Polymerkugeln (Durchmesser von 20 µm bis zu wenigen Millimetern) abgetrennt und aufgearbeitet. 
Die eingesetzten Monomere müssen eine hohe Reinheit aufweisen, da das Polymer abschließend nur noch begrenzt (äußerlich) gereinigt werden kann. Auch Copolymerisationen können mit diesem Verfahren durchgeführt werden.

## Verwendung
Die Suspensionspolymerisation findet eine breite Anwendung in der Herstellung unterschiedlicher kommerzieller Polymere, wie z. B. Polymethylmethacrylat, Polyvinylchlorid, Polystyrol oder Styrol-Acrylnitril-Copolymere.